# تشكان
تشكان هي قرية في مقاطعة مراغة، إيران. عدد سكان هذه القرية هو 966 في سنة 2006.